# Gabarnac
Gabarnac ist eine französische Gemeinde mit 363 Einwohnern (Stand 1. Januar 2022) im Département Gironde in der Region Nouvelle-Aquitaine. Sie gehört zum Kanton L’Entre-deux-Mers im Arrondissement Langon.

## Geografie
Gabarnac liegt im Südwesten Frankreichs im Gebiet Entre deux mers in der Nähe der Garonne, 35 Kilometer südöstlich von Bordeaux, der Hauptstadt der Region Aquitanien, und 3,5 Kilometer südöstlich vom Kantonshauptort Cadillac, auf einer mittleren Höhe von 72 Metern über dem Meeresspiegel. Die Ortschaft ist von den Nachbargemeinden Loupiac, Monprimblanc und Barsac umgeben. Das Gemeindegebiet hat eine Fläche von 521 Hektar, davon werden 230 Hektar als Weinberg genutzt. Gabarnac besteht aus 21 Weilern und Gehöften.
Gabarnac ist einer Klimazone des Typs Cfb (nach Köppen und Geiger) zugeordnet: Warmgemäßigtes Regenklima (C), vollfeucht (f), wärmster Monat unter 22 °C, mindestens vier Monate über 10 °C (b). Es herrscht Seeklima mit gemäßigtem Sommer.

## Geschichte
Die Römerstraße Via Aquitania führte von Bordeaux (Burdigala) durch Cérons (Sirio) nach Toulouse (Tolosa). Gabarnac liegt auf der Départementsstraße D299, die in gallo-römischer Zeit (52 v. Chr. bis 486 n. Chr.) mit der Via Aquitania verbunden war.
Die 21 Weiler Gabarnacs waren ursprünglich 21 große Gehöfte, die sich zum Beispiel durch die Tätigkeiten ihrer Bewohner unterschieden. Die Unterschiede führten zur Entwicklung von Ortsnamen. Der Ortsname Gabarnac soll sich aus einem gallo-römischen Namen entwickelt haben, zu einer Zeit als Familiennamen noch nicht in Gebrauch waren. Im Weiler Le Matelot lebte 1747 der Holzschuhmacher Michel Mathelot. Man ging „zu Mathelot“, um sich neue Holzschuhe zu kaufen, so entstand der Ortsname. Im Weiler Le Fourneau (‚der Ofen‘) wohnten und arbeiteten früher die Köhler.
1793 erhielt Gabarnac im Zuge der Französischen Revolution (1789–1799) den Status einer Gemeinde und 1801 durch die Verwaltungsreform unter Napoleon Bonaparte (1769–1821) das Recht auf kommunale Selbstverwaltung. Bis zum Ende des 19. Jahrhunderts besaß Gabarnac aber keine eigene Mairie (‚Bürgermeisterei‘) oder Schule, sondern war dahingehend von Monprimblanc abhängig. Ein „Gemeindehaus“, das als Bürgermeisterei und Schule diente, wurde 1889 im Weiler Bidonnet gebaut. Im selben Jahr wurden dort über 50 Kinder eingeschult. 1892 wurde die Schulbibliothek eingerichtet.

## Bevölkerungsentwicklung
| Jahr                      | 1962 | 1968 | 1975 | 1982 | 1990 | 1999 | 2010 | 2016 |
| Einwohner                 | 304  | 317  | 275  | 268  | 273  | 266  | 322  | 361  |
| Quelle: Cassini und INSEE |      |      |      |      |      |      |      |      |

## Kultur und Sehenswürdigkeiten

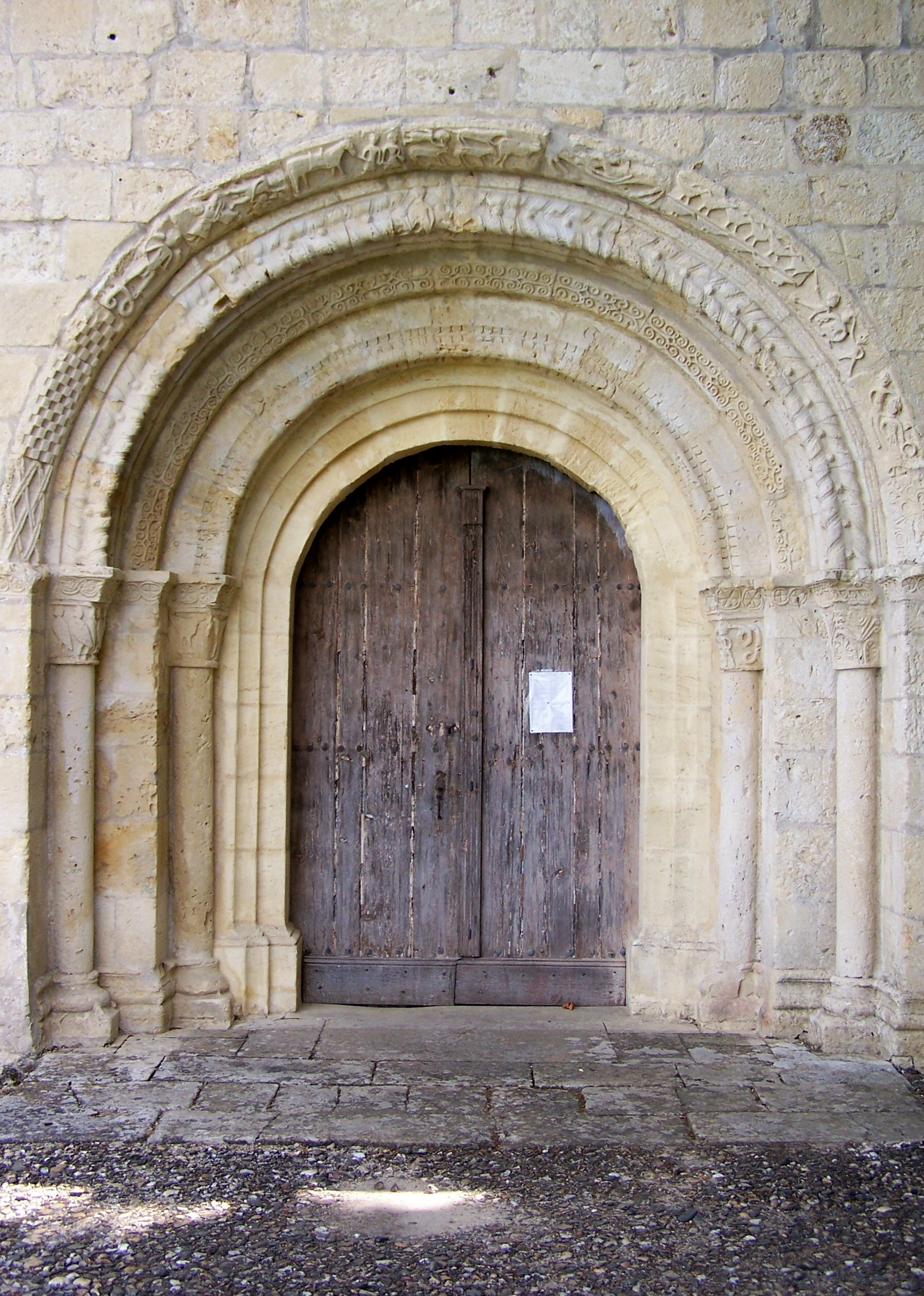
Das Portal der Kirche Saint-Seurin

In der Nähe des Weilers Balan steht eine Mühle, die 1746 gebaut wurde. Ihr Dach ist mit Stroh gedeckt. Sie befindet sich im Privatbesitz.
Im Weiler Faugas steht die Burg Faugas. Das ursprüngliche Wohngebäude stammt aus dem 13. oder 14. Jahrhundert. Im 16. Jahrhundert wurde es vergrößert. Die landwirtschaftlichen Gebäude aus dem 16. Jahrhundert wurden im 18. Jahrhundert wiedererbaut. Im 20. Jahrhundert wurde ein Turm beschädigt und umgebaut. Das Schloss befindet sich im Privatbesitz.
Die Kirche Saint-Seurin stammt aus dem 11. oder 12. oder 13. Jahrhundert. Die Sakristei wurde im 18. Jahrhundert errichtet, das Eingangsportal aus dem 12. oder 13. Jahrhundert ist reich verziert und wurde 1899 restauriert. Das Gebäude und das Portal sind in das Zusatzverzeichnis der Monuments historiques (‚historische Denkmale‘) eingetragen. In der Kirche befindet sich eine Pietà aus dem 16. Jahrhundert. Die Skulptur wurde 1971 als Monument historique klassifiziert. Das Fachwerk-Pfarrhaus wurde im 17. Jahrhundert gebaut und im 18. Jahrhundert restauriert.

## Wirtschaft
Haupterwerbszweig in Gabarnac ist der Weinbau. Die Weinberge gehören zu den ältesten Weinbergen des Gebiets Entre deux mers. Die Weine der Gemeinde tragen die Herkunftsbezeichnungen Premières Côtes de Bordeaux Gabarnac und Cadillac. Es werden die weißen Rebsorten Sémillon, Sauvignon Blanc und Muscadelle angebaut sowie die roten Rebsorten Merlot, Cabernet Franc und Cabernet Sauvignon.

## Persönlichkeiten
- Bernard Dupuch (1947–2016), Radrennfahrer